# Bertil Cedell
Bertil Gottfrid Torsten Cedell, född 4 januari 1903 i Ryssby församling i Kalmar län, död 11 april 1975 i Växjö församling i Kronobergs län, var en svensk präst.
Bertil Cedell var son till nämndemannen och hemmansägaren Gottfrid Cedell och Elmina Andersson. Efter studentexamen i Kalmar 1923 läste han teologi och blev teologie kandidat vid Lunds universitet 1928. Samma år prästvigdes han för Växjö stift och blev vice pastor i Bankeryds församling. År 1930 kom han till Mönsterås församling där han blev komminister, 1944 blev han kyrkoherde i Lenhovda församling och 1962 kontraktsprost i Uppvidinge, varifrån han 1968 pensionerades. Han blev ordförande i kyrkofullmäktige 1945, skolstyrelsen 1946, församlingsdelegerade 1962, pastoratskyrkorådet och kyrkorådet 1964 samt vice ordförande i barnavårdsnämnden 1959 och socialnämnden 1962.
Han var författare till Lenhovda kyrkas tjänare (1948), Kyrkan och nykterhetsarbetet (1950) och En kyrkvärd (1950). Han var ledamot av Nordstjärneorden (LNO).
Han gifte sig 1933 med Alma Adler (1909–1971), dotter till komminister Nils Adler och Tyra Petersson. Paret fick tre barn: agronomen Torsten Cedell (1935–1995), civilingenjören Bengt Cedell (född 1938) och övermarskalk Karin Dahlgren (1944–2007).